# Aleurocerus flavomarginatus
Aleurocerus flavomarginatus là một loài côn trùng cánh nửa trong họ Aleyrodidae, phân họ Aleyrodinae.
Aleurocerus flavomarginatus được Bondar miêu tả khoa học đầu tiên năm 1923.